# Grovsmed
Grovsmed var en yrkesbeteckning på de smeder som tillverkade grovsmide. Deras yrke var en motsatts till klensmed.
Termen används ofta om den traditionella bysmeden, som i sin smedja tillverkade och reparerade en mängd olika metallföremål som krävdes i det lokala samhället. Arbetet kännetecknades av praktisk mångsidighet snarare än specialisering, och de färdiga produkterna kunde ibland sakna den precision och ytfinish som kännetecknar arbetet hos mer specialiserade smeder.
Typiska arbetsområden för grovsmeden inkluderade tillverkning och underhåll av jordbruksredskap, hästvagnar, beslag, hästskor, grindar, portar, staket och andra större smideskonstruktioner. I takt med den industriella och tekniska utvecklingen differentierades smidesyrket, och specialiserade smeder tog i bruk avancerade verktyg och maskiner. Bysmeden, nu ofta benämnd grovsmed, kom därmed att betraktas som den som stod utanför denna tekniska utveckling och vars arbetsområde successivt inskränktes till enklare och mer arbetsintensivt grovsmide.